# Антонов Коргон
Антонов Коргон — река в России, протекает в Алтайском крае. Устье реки находится в 18 км по правому берегу реки Коргон. Длина реки составляет 21 км.

## Притоки
(от устья)
- Куртуков (пр)
- 8 км: Осипов Коргон (лв)
- Поперечный (пр)

## Данные водного реестра
По данным государственного водного реестра России относится к Верхнеобскому бассейновому округу, водохозяйственный участок реки — Обь от слияния рек Бия и Катунь до города Барнаул, без реки Алей, речной подбассейн реки — бассейны притоков (Верхней) Оби до впадения Томи. Речной бассейн реки — (Верхняя) Обь до впадения Иртыша.